# Joe Creek (Firth River)
Der Joe Creek ist ein 60 km langer linker Nebenfluss des Firth River im US-Bundesstaat Alaska und im kanadischen Territorium Yukon.

## Flusslauf
Der Joe Creek entspringt in den British Mountains im North Slope Borough in Alaska auf einer Höhe von etwa 1500 m. Er fließt anfangs etwa 8 km in südlicher Richtung aus dem Bergland und wendet sich im Anschluss in Richtung Ostsüdost. Bei Flusskilometer 30 überquert der Fluss die Grenze nach Kanada. In Kanada wendet sich der Joe Creek in Richtung Ostnordost. Er bildet nun einen verflochtenen Fluss. Auf seinen letzten 10 Kilometern fließt der Joe Creek in Richtung Nordnordost. 4,5 km oberhalb der Mündung trifft der Aspen Creek linksseitig auf den Joe Creek. Der Joe Creek mündet schließlich auf einer Höhe von etwa 330 m in den nach Norden strömenden Firth River. Der kanadische Flussabschnitt des Joe Creek befindet sich im Ivvavik-Nationalpark. Das Einzugsgebiet des Joe Creek umfasst eine Fläche von etwa 886 km².